# Deh Yak
Deh Yak är ett distrikt i Afghanistan. Det ligger i provinsen Ghazni, i den centrala delen av landet, 130 kilometer söder om huvudstaden Kabul. Arean är 715 kvadratkilometer.
Distriktet beräknades år 2022 ha cirka 57 000 invånare.